# Sicalis
Sicalis is een geslacht van vogels uit de familie van de Thraupidae (tangaren). De wetenschappelijke naam van het geslacht is voor het eerst geldig gepubliceerd in 1828 door Friedrich Boie.

## Soorten
De volgende soorten zijn bij het geslacht ingedeeld:
- Sicalis auriventris  – Grote saffraangors
- Sicalis citrina  – Witstaartsaffraangors
- Sicalis columbiana  – Dwergsaffraangors
- Sicalis flaveola  – Gewone saffraangors
- Sicalis lebruni  – Patagonische saffraangors
- Sicalis lutea  – Punasaffraangors
- Sicalis luteocephala  – Grijsneksaffraangors
- Sicalis luteola  – Graslandsaffraangors
- Sicalis mendozae  – Montesaffraangors
- Sicalis olivascens  – Groengele saffraangors
- Sicalis raimondii  – Grijsflanksaffraangors
- Sicalis taczanowskii  – Geelkinsaffraangors
- Sicalis uropigyalis  – Grijsrugsaffraangors